# Galeola lindleyana
Galeola lindleyana är en orkidéart som först beskrevs av Joseph Dalton Hooker och Thomas Thomson och som fick sitt nu gällande namn av Heinrich Gustav Reichenbach.
Galeola lindleyana ingår i släktet Galeola och familjen orkidéer. Inga underarter finns listade i Catalogue of Life.